# En svensk klassiker (album)
En svensk klassiker är det tredje studioalbumet av den svenske artisten Sean Banan, utgivet den 30 april 2014 av Sony Music.

## Låtlista
1. "Oh ah hela natten" – 3:20
2. "Pavarotti kebab" – 4:03
3. "Hej Silvia" – 3:31
4. "Efter festen" – 3:05
5. "Det gula livet" – 3:13
6. "Diggiloo Diggiley" – 3:33
7. "Jag kommer med solsken till dig" – 2:54
8. "Sean Banan är här" – 3:25